# Герб Нижнего Новгорода
Герб Нижнего Новгорода — является официальным символом города. Положение о символах города Нижнего Новгорода утверждено Постановлением городской Думы города Нижнего Новгорода от 20.12.2006 № 96. Графическое изображение символов Нижнего Новгорода было утверждено постановлением Городской думы от 21.03.2007 № 25.

## Описание
За основу герба города Нижнего Новгорода взят исторический герб губернского города Нижнего Новгорода, утверждённый 16 августа 1781 года.
Герб города Нижнего Новгорода представляет собой изображение оленя на четырёхугольном, с закруглёнными нижними углами, заострённом в оконечности геральдическом щите, обрамлённом по бокам и снизу лентой ордена Ленина.
Геральдическое описание (блазон) герба гласит:
На серебряном щите идущий червлёный олень, рога, глаза и копыта чёрные. Щит увенчан золотой башенной короной о пяти зубцах, окружённой по обручу золотым лавровым венком, и обрамлён по сторонам и снизу лентой ордена Ленина.
- олень является символом благородства, чистоты и величия, жизни, мудрости и справедливости.
- корона — символ достижения высокой ступени развития. В данном случае она указывает, что  город Нижний Новгород является городским округом — административным центром Нижегородской области.
- обрамляющая гербовый щит лента указывает на то, что город Нижний Новгород награждён орденом Ленина.

Символические значения цветов:
- серебряный цвет — символ совершенства, благородства, чистоты помыслов, мира;
- червлёный цвет — символ храбрости, мужества, неустрашимости, зрелости, энергии, жизнеспособности;
- чёрный цвет — символ благоразумия, мудрости, честности, скромности, смирения и вечности бытия.

## История

Герб Нижегородского княжества из гербовника Василия Дурасова

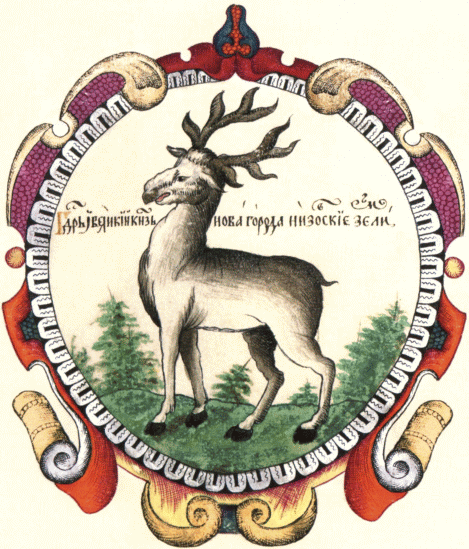
«Печать Нижегородска: олень, под оленем земля» 1626 год

История символики герба Нижнего Новгорода и по сей день остаётся спорной. Одни историки считают, что гербом Нижнего Новгорода в XVI—XVII веках был лось, и только в XVIII веке герольдмейстеры переделали его в оленя. В указе 1666 года царя Алексея Михайловича об изготовлении гербового знамени говорится: 
Печать Нижегородская, на ней лось ступает.
 

Другие ученые полагают, что уже в XVII веке на гербе был изображен олень, ссылаясь при этом на «Роспись всем государевым печатям 1626 года», составленную в Посольском приказе после большого московского пожара 1626 года. В ней сказано: 
Печать Нижегородска: олень, под оленем земля.

Первая версия герба утверждена 16 августа 1781 года. Она была утверждена высочайшим указом Её Императорского Величества — Екатерины II: 
Указ Ея Императорского Величества Самодержицы Всероссийской из Правительствующего Сената Нижегородскому наместническому правлению. Правительствующий сенат, во исполнение имяннаго Ея Императорского Величества Указу, последовавшаго на доклад Сената минувшаго августа 16 дня о высочайше конфирмованных Ея Императорским Величеством городам Нижегородскаго наместничества гербах, а имянно Нижнему городу, Горбатову. Арзамасу, Починкам, Ардатову, Лукоянову, Сергачу, Перевозску (так в документе – А.М.), Княгинину, Василю, Макарьеву, Балахне и Семенову, ПРИКАЗАЛИ с апробованных Ея Императорским Величеством показанным городам гербов, и со описания оных, снять копии, и отослать в сие наместничество, которые прилагаются при сем. Сентября 16 дня 1781 года
К Указу прилагаются «Описание гербам Нижегородского наместничества» и рисунки этих гербов.
I. Нижегородский – «В белом поле красный олень, рога и копыта черные».
Отмечено, что «город Нижней имеет старый герб».

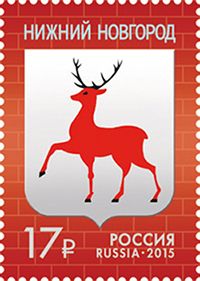
Герб города Нижнего Новгорода на почтовой марке

Владимир Гиляровский писал, что бурлаки, для которых нижегородский герб был символом долгожданного отдыха и веселья после многих дней тяжких трудов, называли его «весёлой козой».
С приходом к власти большевиков герб города был упразднён. Однако, повсеместно использовался олень с логотипа ГАЗа, на котором был изображён олень, как на прежнем гербе. Правда, он был несколько видоизменён. Чаще всего изображался белый или золотой бегущий олень на красном фоне — символе СССР.
В 1992 г. исторический герб был восстановлен (решением городского Совета народных депутатов № 11/9 от 15.10.1992), но отличием герба 1992 г. является то, что щит был окружён золотыми дубовыми листьями, перевязанными лентой цветов национального флага России. Данный вариант герба вызывал немало нареканий у специалистов по геральдике и дизайну. Они говорили, что герб был таким, каким его нарисовали художники, и не отвечал геральдическим нормам.
Необходимость поменять герб и флаг Нижнего Новгорода возникла после того, как в 2005 году Геральдический совет при президенте России принял решение, что на гербах всех административных центров регионов страны должно быть изображение короны (такого изображения на прежнем гербе не было). Также по новым правилам в гербах муниципалитетов не должны присутствовать цвета государственного флага страны (на прежнем нижегородском гербе они были). Новый герб был утвержден 20 декабря 2006.

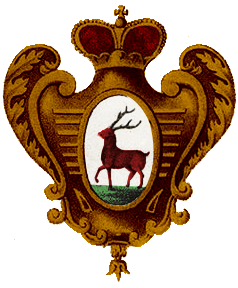
Герб Нижегородского полка, 1730 года
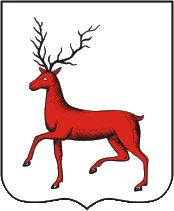
Герб Нижнего Новгорода. 1781 год
Герб Нижегородского уезда
Герб Нижегородской губернии
Герб Нижнего Новгорода при геральдической реформе Кёне, 1857 год
Одна из версий символа города Горького в Советском Союзе[8]
Герб города после распада СССР, 1992 год
Герб города после внесения изменений Геральдического совета, 2006 год
Цифровая эмблема правительства Нижегородской области